# Mustang (filme)
Mustang (no Brasil, Cinco Graças) é um filme de 2015, do gênero drama, dirigido por Deniz Gamze Ergüven.
O filme foi escolhido para representar a França na tentativa de uma indicação ao Oscar de 2016. E, em janeiro de 2016, a Academia de Artes e Ciências Cinematográficas anunciou os indicados à cerimônia, confirmando a presença do filme entre os cinco indicados na categoria de Melhor Filme Estrangeiro.
O filme também foi indicado na 73ª edição do Globo de Ouro na categoria de Melhor filme estrangeiro.
Ganhou o Prémio Lux pelo Parlamento Europeu, em 2015.

## Elenco
| Ator/Atriz       | Papel |
| ---------------- | ----- |
| Güneş Şensoy     | Lale  |
| Doğa Doğuşlu     | Nur   |
| Elit İşcan       | Ece   |
| Tuğba Sunguroğlu | Selma |
| İlayda Akdoğan   | Sonay |
| Nihal Koldaş     | Avó   |
| Ayberk Pekcan    | Erol  |
| Erol Afşin       | Osman |